# دوري كرة القدم السلوفيني الدرجة الثانية 2005–06
دوري كرة القدم السلوفيني الدرجة الثانية 2005–06 (بالإيطالية: Druga slovenska nogometna liga 2005-2006)‏ هو الموسم 15 من دوري كرة القدم السلوفيني الدرجة الثانية ‏. أشرف على تنظيمه اتحاد سلوفينيا لكرة القدم، وكان عدد الأندية المشاركة فيه 10، وفاز فيه NK IB 1975 Ljubljana ‏.